# Fritz Behrend (Germanist)
Friedrich „Fritz“ Rudolf Behrend (* 5. August 1878 in Berlin; † 14. März 1939 ebenda) war ein deutscher Germanist und Archivar. Er war Dozent an der Technischen Hochschule zu Berlin.

## Leben

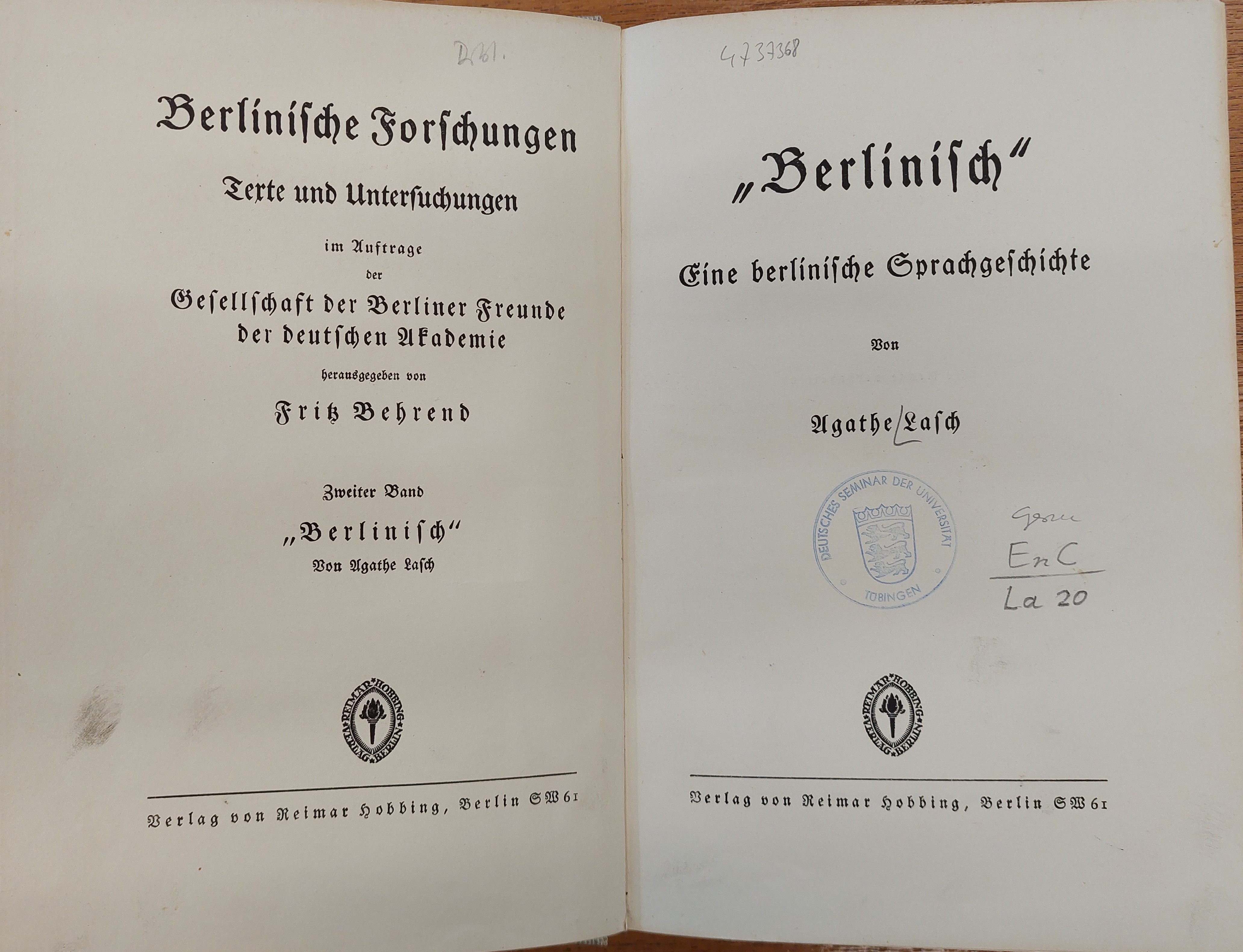
Behrend als Herausgeber

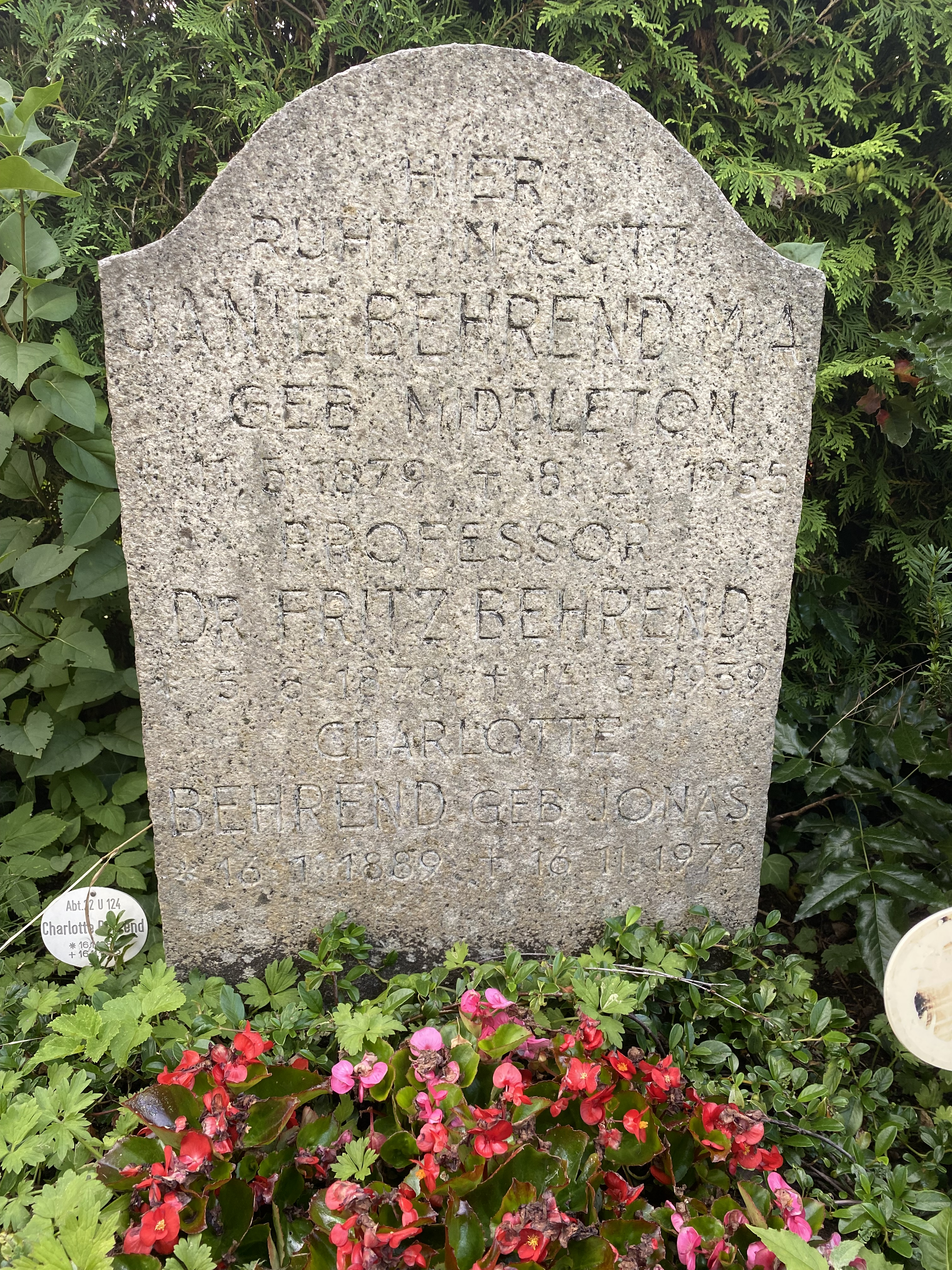
Grabstätte auf dem Friedhof Zehlendorf

Nach dem Schulbesuch studierte er. Im Jahre 1905 erfolgte seine Promotion zum Dr. phil. Das Thema seiner Dissertation lautete: Über den Verfasser des „Esel-Königs“. Er wurde wissenschaftlicher Beamter an der Preußischen Akademie der Wissenschaften zu Berlin. Dort war er Archivar des Handschriftenarchivs der Deutschen Kommission an der Preußischen Akademie der Wissenschaften und der Herausgeber der Jahresberichte für neuere deutsche Literatur und der Jahresberichte für germanische Philologie. Gleichzeitig war Fritz Behrend als Dozent an der Technischen Hochschule zu Berlin tätig und trug den Professoren-Titel.
Fritz Behrend lebte in Berlin-Zehlendorf, Juttastraße 3. Er war Mitglied des Vereins für die Geschichte Berlins und publizierte mehrfach über germanistische oder historische Themen mit Bezug zur Reichshauptstadt. Er wurde auf dem Friedhof Zehlendorf (Feld 015-149) beigesetzt.

## Familie
Er heiratete die Tochter von Fritz Jonas, Charlotte Jonas (1889–1972).

## Schriften (Auswahl)
- Im Auftrag des Vereins für die Geschichte Berlins (Hrsg.): Der Tunnel über der Spree. Verlag des Vereins für die Geschichte Berlins, Berlin o. J.
- Altdeutsche Stimmen. Sechs Vorträge während des Krieges. Weidmann, Berlin 1916.
- mit Heinrich Meisner (Hrsg.): Aus dem Goethekreise. Erinnerungsheft an das 25jährige Bestehen des Litteraturarchivs in Berlin (= Mitteilungen aus dem Literaturarchiv in Berlin, N. F., 13). Literaturarchiv-Gesellschaft, Berlin 1917.
- Aus Theodor Fontanes Werkstatt (zu Effi Briest)  (= H. Berthold Schriftgießerei und Messinglinienfabrik: Bertholddruck, 9). H. Berthold, Abt. Privatdrucke, Berlin 1924.
- Geschichte der deutschen Philologie in Bildern. Eine Ergänzung zu dem Deutschen Literatur-Atlas von Könnecke-Behrend. Aus Anlaß des 50jährigen Bestehens der Gesellschaft für deutsche Philologie. N. G. Elwert’sche Verlh., Marburg, 1927.

## Nachlass
Der Nachlass von Friedrich „Fritz“ Behrend wird heute im Archiv der Berlin-Brandenburgischen Akademie der Wissenschaften in Berlin verwahrt. Er umfasst 2,7 laufende Regalmeter.